# Abacena accincta
Abacena accincta  là một loài bướm đêm trong họ Noctuidae.